# Charles Francis Jenkins
Pour les articles homonymes, voir Charles Jenkins (homonymie) et Jenkins.
Charles Francis Jenkins (née le 22 août 1867 à Dayton, mort le 5 juin 1934) est un inventeur américain qui est un pionnier dans les domaines du cinéma et de la télévision.

## Biographie
Après avoir travaillé comme sténographe à Washington, il commence ses expériences dans le domaine de la projection en 1891, ce qui l'amène à quitter son emploi pour s'adonner pleinement à ses recherches. Il travaille ainsi à la création de son projecteur, le Phantoscope, qu'il présente à Richmond en juin 1894 ou en octobre 1895, puis à Atlanta et Philadelphie en 1895, avec une courte bande intitulée Annabel The Dancer.
Avec l'aide d'un camarade, Thomas Armat, il a amélioré son projecteur, mais à la suite d'une dispute et d'un procès perdu, il doit renoncer à sa propre invention, revendue par Armat à Thomas Edison.
Par la suite, Jenkins travaille dans le domaine de la télévision, en se concentrant sur la télévision sans fil à partir de 1913. Ses recherches n'aboutissent que dix ans plus tard, et il présente ses résultats en public le 13 juin 1925. Il améliore la lampe au néon, dite lampe télévision, laquelle, placée derrière un disque de Nipkow, fournit la lumière d'image au récepteur. Il obtient un brevet le 15 juin 1925.
Jenkins devient également homme d'affaires à la fin de sa vie, avec ses laboratoires (Charles Jenkins Laboratories) et sa compagnie de télévision fondée en 1928, la Jenkins Television Corporation. Bien qu'il ait été l'un des inventeurs les plus obscurs de la télévision, ses travaux ont eu une importance déterminante, et sa vie a été marquée par le dépôt de plus de 400 demandes de brevet.